# 森のわくわくの庭
森のわくわくの庭（もりのわくわくのにわ）とは、飛騨五木株式会社によって岐阜県で展開されている木育に関わる施設。
現在「しばふ」と「よぞら」の2店舗が存在する。(2025年2月20日時点）ここでは、前身である「moriwaku market」についても記述する。

## 概要
- 当初、2018年（平成30年）10月31日に、「moriwaku market（森ワクマーケット）」という名称でイオンタウン輪之内ショッピングセンターとイオンタウン養老ショッピングセンターにそれぞれオープンした。その後、2019年（令和元年）7月27日に「森のわくわく庭」としてリニューアルオープンされた。[1]

- 施設内は、47都道府県の各産地から集めた木材を使用していおり、どこで採れた木であるかわかるよう柱材の情報をWEBサイト上で公開し、そのサイトへ遷移するQRコードが柱材に貼り付けられている。[1]
- 輪之内町の店舗では、館内の半分ほどを占める人工芝が特徴である。
- 養老町の店舗では、人工芝は存在しないものの、より遊びに特化した遊具が設置されている。
- どちらの店舗も入場料が必要であるが、店舗によって価格が異なっている。
- 新型コロナウイルス感染症によって事前予約制が採られていたが現在は廃止されている。
- リニューアルオープン以降、それぞれの店舗の名称は「森のわくわくの庭 輪之内店」「森のわくわくの庭 養老店」だったが、2024年（令和6年）12月25日から、館内の様子に基づいた店舗名として「森のわくわくの庭 しばふ」「森のわくわくの庭 よぞら」へと変更された。この変更で「よぞら」のみ店名の変更に留まらず、臨時休業を経た上で店舗の内装が大きく変更された。[2]
- 岐阜県により「ぎふの木づかい施設」に認定されている。
- 環境省が主催している第7回グッドライフアワードにて、実行委員会特別賞「環境アート & デザイン賞」を受賞している。[3]

## 店舗

### しばふ（旧輪之内店）
- moriwaku cafe
- YRC STAND
- conco8

### よぞら（旧養老店）
- moriwaku cafe
- moriwaku shop
- ステッチヤード

## moriwaku market
前身である「moriwaku market」では、入場料は不要であり、ショッピングモールとしての側面を押し出した展開の仕方がされていた。カルチャースクール、森の本屋、テクノスポーツHADO、ワークショップブース「森ワクチャンネル」などが存在していた。